# Victor Klee
Pour les articles homonymes, voir Klee.
Victor LaRue Klee, Jr. (1925-2007) est un mathématicien qui a travaillé en théorie des ensembles convexes, en analyse fonctionnelle, analyse de la complexité des algorithmes, optimisation, théorie des graphes, géométrie et en combinatoire. Il a passé pratiquement toute sa carrière universitaire à l'université de Washington à Seattle.

## Biographie
Né à San Francisco, Victor Klee obtient le B. A. en 1945 avec félicitations au Pomona College, en mathématiques et chimie. Ses études avancées se sont déroulées à l'université de Virginie, où il obtient un Ph.D. en mathématiques (titre de la thèse : « Convex Sets in Linear Spaces ») en 1949 sous la direction de Edward James McShane. Il est à partir de 1947 instructeur, puis de 1949 à 1953 professeur assistant à l'université de Virginie. Il passe une année (1951-1952) au Institute for Advanced Study. En 1953, il rejoint l'université de Washington à Seattle, d'abord comme professeur associé, puis comme professeur titulaire du département de mathématiques. Depuis 1974, il est simultanément professeur adjoint en informatique et de 1976 à 1984 professeur de mathématiques appliquées. Depuis 1998, il est professeur émérite.
Klee a été professeur invité dans diverses université : University of Western Australia (1979), université du Colorado (1971), UCLA (1955/56) et University of Victoria (1975). En 1972, il a été conseiller scientifique au Thomas J. Watson Research Center d'IBM, de 1966 à 1972 conseiller de Rand Corporation, de 1968 à 1972 chez DuPont et de 1963 à 1969 de Boeing.
De 1958 à 1960, il est à l'université de Copenhague (il est Sloan Fellow de 1956 à 1959 et aussi Fellow du National Research Council) et en 1992, il est boursier Fulbright à l'université de Trèves. En 1980-1981 Klee est Guggenheim Fellow (à l'université d'Erlangen-Nürnberg).

## Contributions
Klee a écrit de nombreux articles scientifiques. Dans les années 1960, Klee a apporté des contributions importantes à la théorie des polyèdres convexes. Il a posé le problème des rectangles  de Klee (en), traité en dimension 2 notamment par Jon Bentley, et le problème de la galerie d'art. Il a conjecturé la borne inférieure en {\displaystyle \lfloor n/3\rfloor } démontrée par Vašek Chvátal et Steve Fisk. Les Kleetopes (en) portent son nom tout comme les cubes de Klee-Minty (en). Il montre, avec George Minty, que ces polytopes de Klee et Minty sont des exemples de données pour lesquels l'algorithme du simplexe d'optimisation linéaire n'est pas de complexité polynomiale en temps dans le pire cas, alors qu'en pratique la méthode est bien plus efficace. Les Kleetopes servent à montrer qu'il existe en toute dimension des polyèdres sans chemin hamiltonien, chemins qui passent par tout sommet une fois et une seule.
Pendant de nombreuses années, Klee était responsable, dans le journal American Mathematical Monthly, d'une rubrique sur des problèmes ouverts.
Klee a eu de nombreux élèves en thèse, parmi lesquels Branko Grünbaum, Bernd Sturmfels et Robert R. Phelps (en).

## Honneurs et responsabilités
Klee a été membre du board of governors de l'Association mathématique d'Amérique de 1967 à 1978, premier vice-président en 1968-70 et président en 1971-1972,.
En 1972 Klee reçoit le prix Halmos-Ford. Il reçoit également le prix Carl B. Allendoerfer en 1980 et 1999 et le prix Gung and Hu Distinguished Service to Mathematics de la MAA en 1977. En 1992, il est récipiendaire du Max-Planck-Forschungspreis et en 1980-1981 lauréat de la Fondation Alexander von Humboldt.
Klee a été actif dans diverses sociétés, à savoir l'American Mathematical Society, la Society for Industrial and Applied Mathematics, l'American Association for the Advancement of Science, le Conference Board of the Mathematical Sciences, la National Science Foundation et l'Office of Naval Research.
Klee est docteur honoris causa des universités de Trèves (1995), Lüttich (1984) et du Pomona College (1965). Il était conférencier en 1974 au congrès international des mathématiciens à Vancouver (« Convex polyhedra and mathematical programming ») et en 1962 à Stockholm (« The generation of affine hulls »).